# Nagycenk
Nagycenk (niem. Großzinkendorf, Zinkendorf) – wieś i gmina w północno-zachodniej części Węgier, w pobliżu miasta Sopron. Cała gmina liczy 1847 mieszkańców (styczeń 2011) i zajmuje obszar 19,45 km².

## Położenie
Miejscowość leży na obszarze Małej Niziny Węgierskiej, w pobliżu granicy austriackiej. Administracyjnie należy do powiatu Sopron-Fertőd, wchodzącego w skład komitatu Győr-Moson-Sopron. Główną część gminy Nagycenk stanowi wieś Nagycenk. Ponadto w skład gminy wchodzi też pewna liczba okolicznych przysiółków i pojedynczych domów.

## Opis
Zasadnicza część gminy Nagycenk – wieś Nagycenk składa się z kilkunastu ulic. W osadzie znajdują się m.in. poczta, kilka sklepów, apteka, restauracja, stadion, ośrodek zdrowia, rzymskokatolicki, cmentarz itd. W pobliżu przebiegają linia kolejowa i drogi nr 84 oraz 85. Przez miejscowość przepływa niewielka rzeka Ikva.

## Współpraca
Miejscowość partnerska:
- Bièvre, Belgia